# Vissungo
Vissungo, em etnografia, se refere a música de caráter responsorial praticada por escravizados africanos utilizados não só nas lavras de diamantes e ouro na região compreendida, entre outras, pelas periferias das cidades brasileiras de Diamantina, São João da Chapada e Serro, no estado de Minas Gerais. Mas também em todas as outras práticas do cotidiano dessas pessoas. Havia vissungos para o amanhecer, para a hora de comer, para o momento de desejo, para os enterros, entre outras atividades cotidianas.
Tal música era entoada raramente em português, prevalecendo línguas africanas, principalmente o kimbundo e o Nbundo (chamadas de língua benguela pela população local) e relacionadas a idiomas até hoje falados na atual República Popular de Angola.